# Jan Ehlen
Jan Ehlen (* 1980 in Bergisch Gladbach) ist ein international tätiger Medienkünstler mit den Schwerpunkten Licht und Video. Im Jahr 2010 Gründete er im Rahmen des Jazzfestival Moers das Shiny Toys Festival.

## Biografie
Seit 2000 fanden diverse Einzel- und Gruppen-Ausstellungen statt, außerdem seit 2004 Live-Video-Performances. In der Zeit zwischen 2004 und 2009 war Ehlen als Mitbegründer in der Kunstgruppe ZgS tätig. Von 2008 bis 2017 wurde er Assistent des Filmemachers und Sammlers Werner Nekes. Im Jahre 2010 gründete er das audio-visuelle Netzwerk Shiny Toys und ist seit 2013 zusammen mit Tobias Daemgen und Moritz Ellerich Mitglied der Gruppe RaumZeitPiraten.

## Ausstellungen und Performances (Auswahl)
Ausstellungen:
- seit 2006 Jahresausstellung Mülheimer Künstlerinnen & Künstler im Kunstmuseum Mülheim
- Kunstmuseum Mülheim an der Ruhr
- Galerie im Vorwerkstift, Hamburg
- Instytut BD, Berlin
- Kunstraum Mülheim
- SzobArt, Budapest (2010)[2]
- Shiny Toys, festival for audiovisual experiments
- Ruhr2010 Opening, Zeche Zollverein, Essen
- Atelierhaus für Kunst-Medien-Kommunikation Alte Schule, Essen (2011)[3]
- Marta OpenAir, Museum Marta Herford
- Willkommen im Paradies, NRW Forum Düsseldorf
- PRISMA, Aveiro Portugal
- Magic Machines, Dresden
- Sonoarpark “Präsenz und Verschwinden”, Gmünd Austria
- SUPERLUMINAL, Light Art Museum, Budapest – Hungary
- City of Light, Jyväskylä, Finland

## Auszeichnungen und Preise
- 2006 Förderpreis des Ruhrpreis für Kunst und Wissenschaft mit der ZgS
- 2009 Preis des Mülheimer Kunstvereins